# Mycodrosophila celesta
Mycodrosophila celesta är en tvåvingeart som beskrevs av Vasily S. Sidorenko 1992. Mycodrosophila celesta ingår i släktet Mycodrosophila och familjen daggflugor. Inga underarter finns listade i Catalogue of Life.